# 회전 반지름
회전반지름(회전의 반경, 라모반지름 또는 사이클로트론 반경)은 균일한 자기장에 존재하는 대전된 한 입자의 원운동의 반경을 정의한다.
{\displaystyle r_{g}={\frac {mv_{\perp }}{|q|B}}}
여기서
{\displaystyle r_{g}}는 회전반경
{\displaystyle m}은 대전된 입자의 질량
{\displaystyle v_{\perp }}는 자기장에 수직인방향의 성분의 속도
{\displaystyle q}는 입자의 전하
{\displaystyle B}는 자기장 상수이다.

비슷하게 이 원 운동의 진동수는 회전 진동수 또는 싸이클로트론 진동수이고 다음에 의해 주어진다.
{\displaystyle \nu ={\frac {qB}{2\pi m}}}
전자의 경우는 다음과 같다.
{\displaystyle \nu _{e}=(2.80\times 10^{10}\,\mathrm {Hz} )\times (B/\mathrm {T} )}

## 상대론적인 경우
상대론적인 운동의 경우에도 회전 반경 공식은 유지된다. 이러한 경우에 움직이는 물체가 가지고 있는 속도와 질량은 상대론적인 운동량에 의하여 교체되어야 한다.{\displaystyle mv_{\perp }\rightarrow p_{\perp }}:
{\displaystyle r_{g}={\frac {p_{\perp }}{|q|B}}}
가속기와 천체입자물리에서는 오른손 법칙에 의해 그 물리량은 고유단위로 표현될 수 있으며, 결과적으로 간단한 수식이다.
{\displaystyle r_{g}/\mathrm {m} =3.3\times {\frac {p_{\perp }/(\mathrm {GeV/c} )}{|Z|(B/\mathrm {T} )}}}

{\displaystyle Z\ }는 기본적인 단위에서 움직이는 물체의 전하이다.

## 유도
만약 대전된 입자가 움직인다면 다음과 같은 로런츠 힘을 경험할 것이다.
{\displaystyle {\vec {F}}=q({\vec {v}}\times {\vec {B}})}
여기서{\displaystyle {\vec {v}}}는 속도벡터이며, {\displaystyle {\vec {B}}}는 자기장 벡터, 그리고 {\displaystyle q}는 입자의 전하이다
그 힘의 방향은 속도와 자기장의 벡터 곱에 의하여 주어진다.
그래서 로런츠 힘은 언제나 움직이는 방향에 수직으로 작용한다. 입자는 원으로 움직이기 때문이다.
이 원의 반경{\displaystyle r_{g}}는 구심력의 로런츠 힘의 크기와 동일하게 결정될 수 있다.
{\displaystyle {\frac {mv_{\perp }^{2}}{r_{g}}}=qv_{\perp }B}
여기서
{\displaystyle m} 입자질량(높은 속도에서 상대적인 경우),
{\displaystyle {v_{\perp }}}는 자기장의 수직인 성분의 속도,
{\displaystyle B}는 자기장의 세기이다.

## 같이 보기
- 사이클로트론